# 活捉三郎
《活捉三郎》，又名《活捉張三郎》、《活捉張郎》，中國傳統戲曲作品，由《水滸傳》衍生，原著中无此情节。在京劇、秦腔、崑劇、木魚歌等皆有此出戏。筱翠花、楊鳴玉等演員皆演過此劇。该剧对演员的唱功和身段有较高要求。

## 梗概
被宋江所殺的閻婆惜化作鬼魂在夜半回到陽間找情人張文遠索命，要他一同赴地府重温鸳鸯梦。